# هنرستان هنرهای زیبا میرک

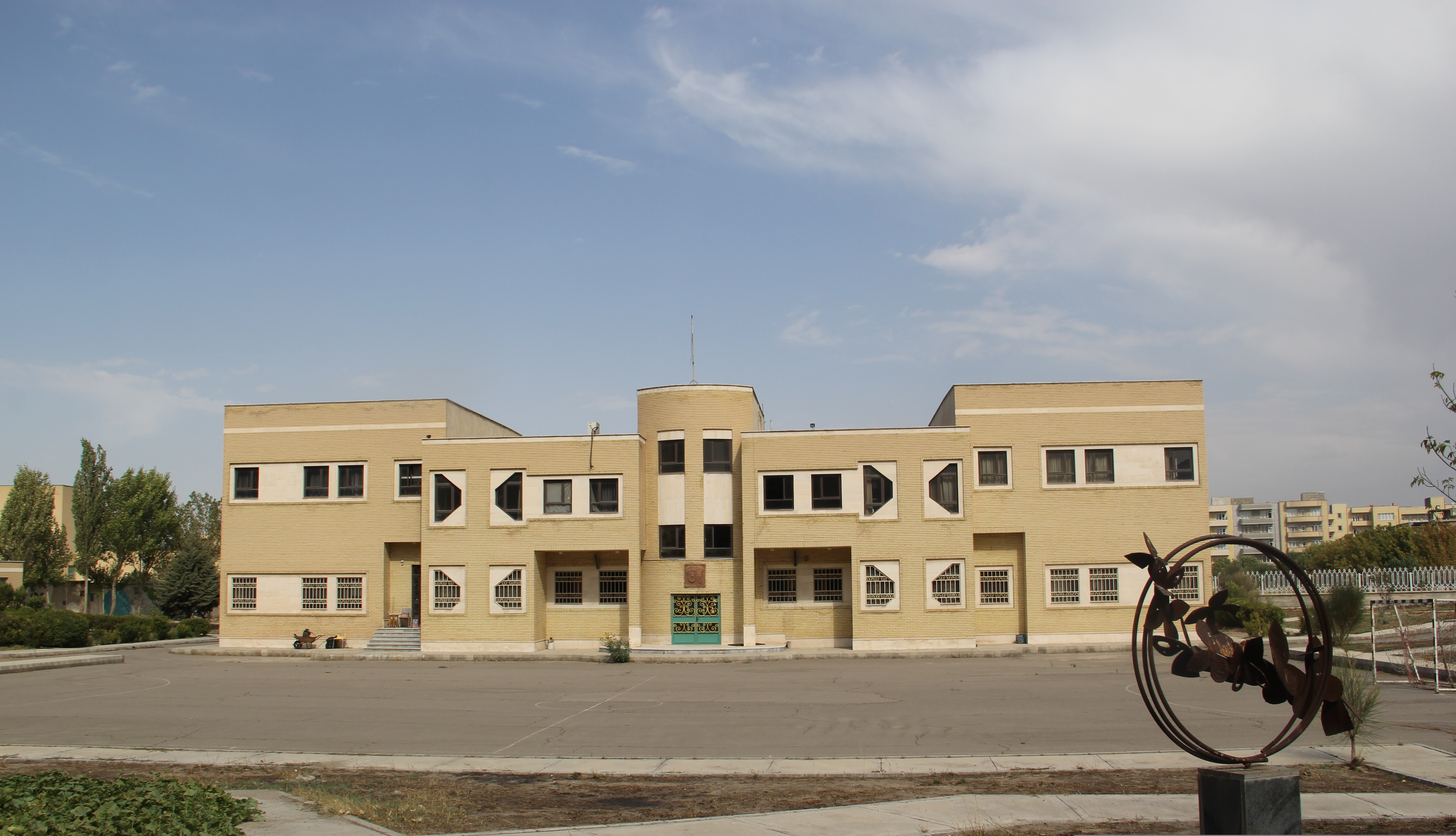
ساختمان فعلی هنرستان میرک

هنرستان هنرهای زیبای میرک یا هنرستان میرک هنرستانی با رشته‌های نقاشی، گرافیک، نمایش و سینما در تبریز است که در سال ۱۲۹۷ (شمسی) توسط میر مصور ارژنگی، برادر کوچک رسام ارژنگی، تأسیس شده‌است. میرک دومین هنرستان تاریخی کشور پس از هنرستان تهران به‌شمار می‌رود.
ساختمان فعلی این هنرستان در چهاراه لاله جنب کتابخانه مرکزی تبریز، قرار دارد.

## تاریخچه

### نام
نام این هنرستان برگرفته شده از روح‌اللّه ميرك، معروف به خواجه‌ميرك نقاش، خوشنويس و تذهيب‌كار ايرانى سده نهم و استادِ كمال‌الدين بهزاد می باشد.

### تاریخچه
مدرسه صنایع مستظرفه در سال ۱۲۹۷ توسط میر مصور ارژنگی پس از بازگشت از جانب استاد کمال الملک در تبریز تأسیس شد و به آموزش رشته‌های هنری پرداخت. جو اجتماعی تبریز در سال‌های اولیه پذیرای مناسبی برای جریان تدریس آکادمیک هنر نبود. اما هنرجویان آن سال‌ها با تمام علاقه تحصیل نموده و هم‌اکنون نیز از برترین هنرمندان کشور هستند. صنایع مستظرفه خدمات مهمی برای رشد و شکوفایی هنر تبریز انجام داد. این هنرستان در آبان ماه سال ۱۳۳۶ با نام "هنرستان هنرهای زیبای میرک" ثبت گردیده و به رسمیت شناخته شده‌است.

#### تعطیلی هنرستان در سال ۵۷
با شروع انقلاب اسلامی و در بحبوحه آن هنرستان میرک و هنرستان موسیقی تبریز تعطیل شد. میرک به مدت دو سال از هیچ هنرجویی ثبت نام به عمل نیاورد تا سال ۱۳۶۰ با تغییراتی در روند هنرستان و دو شیفت دختران و پسران، به‌طور رسمی بازگشایی شد. در سال ۶۴ بخش دخترانه با نام هنرستان دخترانه میرک در ساختمان جداگانه‌ای مستقر شد و از سال ۷۳ هنرستان کوثر نام گرفت.

#### تعطیلی دوباره در سال ۸۹

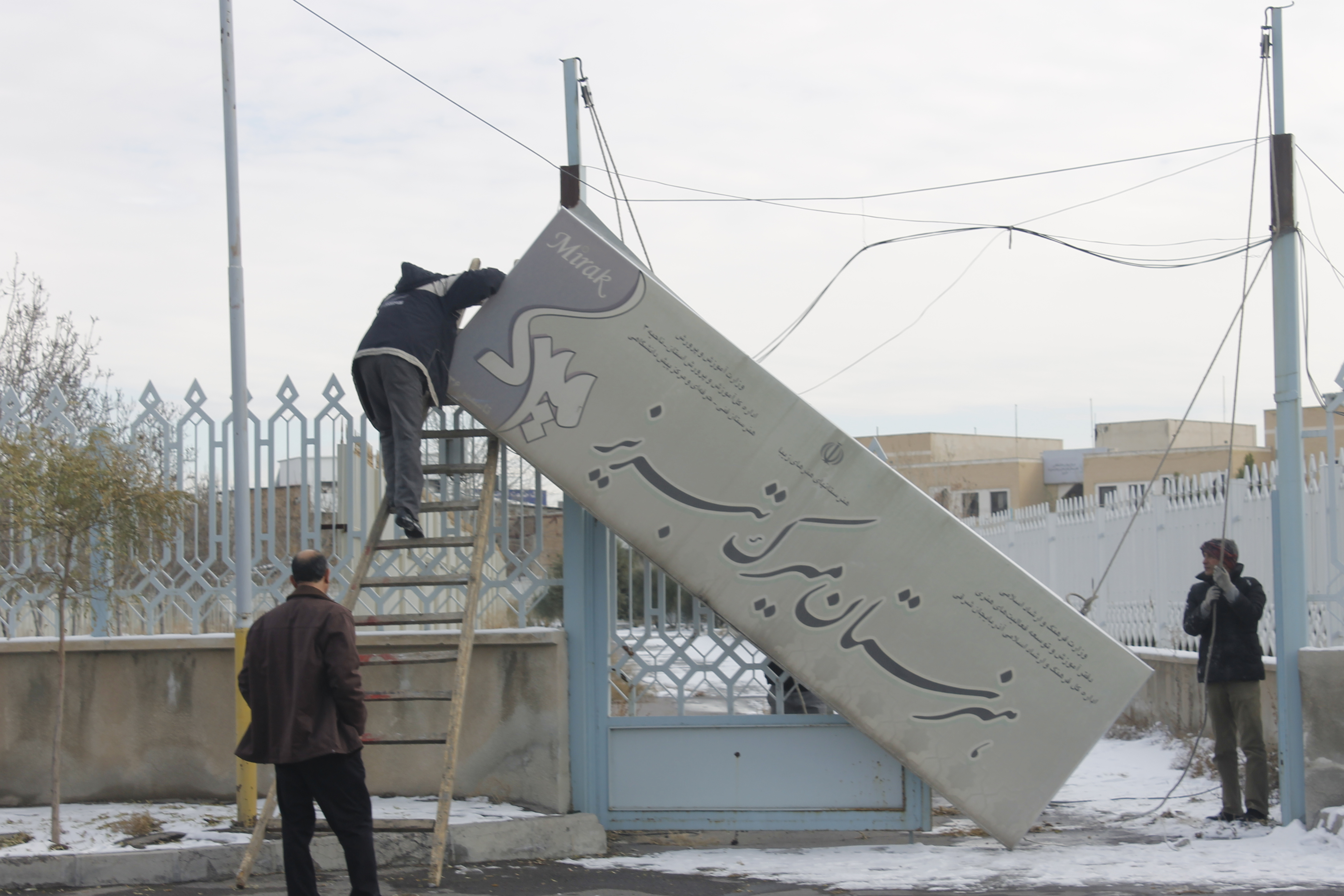
پایین آوردن تابلوی هنرستان ۱۰۰ ساله میرک

در سال ۱۳۸۹ هنرستان میرک برای دومین‌بار به‌طور رسمی تعطیل شده و تابلوی هنرستان تقریباً ۱۰۰ ساله تبریز در مقابل چشم هنرمندان و هنرجویان پایین آورده شد. پس از مدتی کادر هنرستان با معدود هنرجویانش و امکانات محدود در هنرستان اقبال آذر به فعالیت خود ادامه داد. اما این درحالی بود که بسیاری از مسئولین تعطیلی میرک را انکار می‌کردند. پس از این تعطیلی واکنش‌های بسیاری از سوی هنرمندان و هنرجویان انجام شد. مدیر کل وقت اداره فرهنگ و ارشاد آذربایجان شرقی در پی اعتراض هنرمندان طی اظهاراتی ادعا کرد که: ((هنرستان میرک تعطیل نشده و ما قصد داریم تابلوی هنرستان را نوسازی کنیم !))
بعد از ۳ سال و با تغییر سیستم دولتی، با تلاش هنرمندان و هنرجویان کد حفظ شدهٔ هنرستان بازگردانده و اقدامات اولیه برای بازگشایی انجام شد. سر انجام در اواخر شهریور ۱۳۹۳ تابلو هنرستان میرک تبریز با حضور مدیر کل فرهنگ و ارشاد اسلامی و هنرجویان هنرمندان بر سردر ساختمان هنرستان جای گرفت و از مهر ماه همان سال زنگ بازگشایی آن با حضور وزیر فرهنگ و ارشاد وقت، علی جنتی، به صدا درآمد.

#### واگذاری به بخش خصوصی
هنرستان میرک به همراه دو هنرستان دیگر تبریز در طی پروسه‌ای به بخش خصوصی واگذار شده و مؤسسه‌ای به‌طور واسطه بین اداره فرهنگ و ارشاد اسلامی و مدیریت هنرستان فعالیت می‌کند.

## فعالیت‌های هنرستان
هنرستان میرک به عنوان دومین Art School بزرگ ایران هرساله در زمینه‌های هنری و فرهنگی فعالیت‌های متعددی دارد. از جمله برپایی نمایشگاه و گالری سالانه برای آثار هنرجویان، حضور در نمایشگاه‌های بین‌المللی، برگزاری ورک شاپ و جشنواره‌های مختلف، حضور در جشنواره‌های استانی، کشوری و بین‌المللی.

## هنرآموختگان میرک
از جمله هنرآموختگان این هنرستان می‌توان به محمد فاسونکی، همایون سلیمی، محمدرضا ایرانی، یعقوب امدادیان، داوود امدادیان،  ابراهیم پشت پناه، یعقوب عمامه‌پیچ، ابراهیم مقبلی،  هایده زرین بال، مادام واهرامیان و آرمینه آراکلیان اشاره کرد.